# Allan Edwall
Johan Allan Edwall (Hissmofors, Jämtland tartomány, 1924. augusztus 25. – Stockholm, 1997. február 7.) svéd színész, író és dalszerző.

## Élete és pályafutása
1924. augusztus 25-én született a Jämtland tartománybeli Hissmoforsban. Svédországon kívül ismeretségre néhány kisebb Ingmar Bergman filmszereppel tett szert, ilyen volt az Úrvacsora (1962) vagy a Fanny és Alexander (1982). Legnagyobb népszerűségnek kétségtelenül Skandináviában örvendett, Astrid Lindgren számos szerethető karakterét eljátszva a filmvásznon vagy a televízióban.
Tanulmányait a Királyi Drámai Színház iskolájában végezte 1949 és 1952 között. Hosszas pályafutása során több mint 400 filmes, televíziós és színpadi munkában vett részt. Dalai gyakran a társadalmi igazságtalanságok ellen szólnak. Edwall a stockholmi Brunnsgatan Fyra Színház tulajdonosa is volt, melyet 1986-ban vett meg és 1997. február 7-én bekövetkezett haláláig működtetett. Prosztatarákban hunyt el. Halála után színésztársa Erland Josephson emlékezett meg róla az Expressen hasábjain.

## Fontosabb filmjei
- 1986 - Áldozathozatal (Offret) - Otto
- 1984 - Ronja, a rabló lánya (Ronja Rövardotter) - Skalle-Per
- 1982 - Fanny és Alexander (Fanny och Alexander) - Oscar Ekdahl
- 1977 - Az oroszlánszívű testvérek (Bröderna Lejonhjärta) - Mattias
- 1972 - Az új haza (Nybyggarna) - Danjel
- 1971 - Emigránsok (Utvandrarna) - Danjel
- 1964 - Valamennyi asszony (För att inte tala om alla dessa kvinnor) - Jillker
- 1962 - Úrvacsora (Nattvardsgästerna) - Algot Frövik
- 1960 - Az ördög szeme (Djävulens öga) - démon
- 1960 - Szűzforrás (Jungfrukallan) - koldus

## Fordítás
- Ez a szócikk részben vagy egészben  az   Allan_Edwall című angol Wikipédia-szócikk fordításán alapul.  Az eredeti cikk szerkesztőit annak laptörténete sorolja fel. Ez a jelzés csupán a megfogalmazás eredetét és a szerzői jogokat jelzi, nem szolgál a cikkben szereplő információk forrásmegjelöléseként.